# N'Djamena
N'Djamena är huvudstad i Tchad, och har cirka 1,3 miljoner invånare. Staden är landets administrativa centrum, och är också ett regionalt handelscentrum för främst boskap, salt, dadlar och spannmål. Stadens främsta industri är köttproduktion.

## Historia
Staden grundades av fransmännen 1900 och blev 1920 administrativt center i territoriet Tchad inom Franska Ekvatorialafrika. Till och med 1973 hette staden Fort-Lamy, efter en arméofficer som dödats i strid. Namnet N'Djamena är arabiska för "viloplats". Staden plundrades under inbördeskriget under sena 1970-talet. Då flydde många invånare staden men den har sedan dess återvuxit.

### Geografi och klimat
N'Djamena ligger på Tchads sida av floden Chari där den flyter ihop med Logone, precis vid gränsen till Kamerun. På andra sidan ligger Kousséri i Kamerun; en bro förbinder städerna. N'Djamena är landets största stad och är indelad i tio arrondissement.
Uppmätta normala temperaturer och -nederbörd i N'Djamena:
|                                            | Jan  | Feb  | Mar  | Apr  | Maj  | Jun  | Jul   | Aug   | Sep  | Okt  | Nov  | Dec  |
| ------------------------------------------ | ---- | ---- | ---- | ---- | ---- | ---- | ----- | ----- | ---- | ---- | ---- | ---- |
| Normaldygnets maximitemperaturs medelvärde | 32,4 | 35,2 | 38,7 | 41,0 | 39,9 | 37,2 | 33,5  | 31,6  | 33,7 | 36,9 | 35,8 | 33,5 |
| Normaldygnets minimitemperaturs medelvärde | 14,3 | 16,6 | 21,0 | 24,8 | 25,8 | 24,7 | 23,1  | 22,4  | 22,7 | 21,8 | 17,8 | 14,8 |
|                                            |      |      |      |      |      |      |       |       |      |      |      |      |
| Nederbörd                                  | 0,0  | 0,0  | 0,3  | 10,3 | 25,8 | 51,0 | 143,8 | 174,4 | 84,3 | 20,3 | 0,1  | 0,0  |

| Diagram | temperaturer i °C • månadsnederbörd i mm | temperaturer i °C • månadsnederbörd i mm | temperaturer i °C • månadsnederbörd i mm | temperaturer i °C • månadsnederbörd i mm | temperaturer i °C • månadsnederbörd i mm | temperaturer i °C • månadsnederbörd i mm | temperaturer i °C • månadsnederbörd i mm | temperaturer i °C • månadsnederbörd i mm | temperaturer i °C • månadsnederbörd i mm | temperaturer i °C • månadsnederbörd i mm | temperaturer i °C • månadsnederbörd i mm | temperaturer i °C • månadsnederbörd i mm |
|         | 0 32 14                                  | 0 35 17                                  | 0 39 21                                  | 10 41 25                                 | 26 40 26                                 | 51 37 25                                 | 144 34 23                                | 174 32 22                                | 84 34 23                                 | 20 37 22                                 | 0 36 18                                  | 0 34 15                                  |

## Utbildning
N'Djamena har två universitet. Université de N'Djamena, där franska är undervisningsspråket, och King Faisal University, där arabiska är undervisningsspråket. Där finns också ett flertal gymnasieskolor och den engelskspråkiga American International School of N'Djamena.

## Kommunikationer

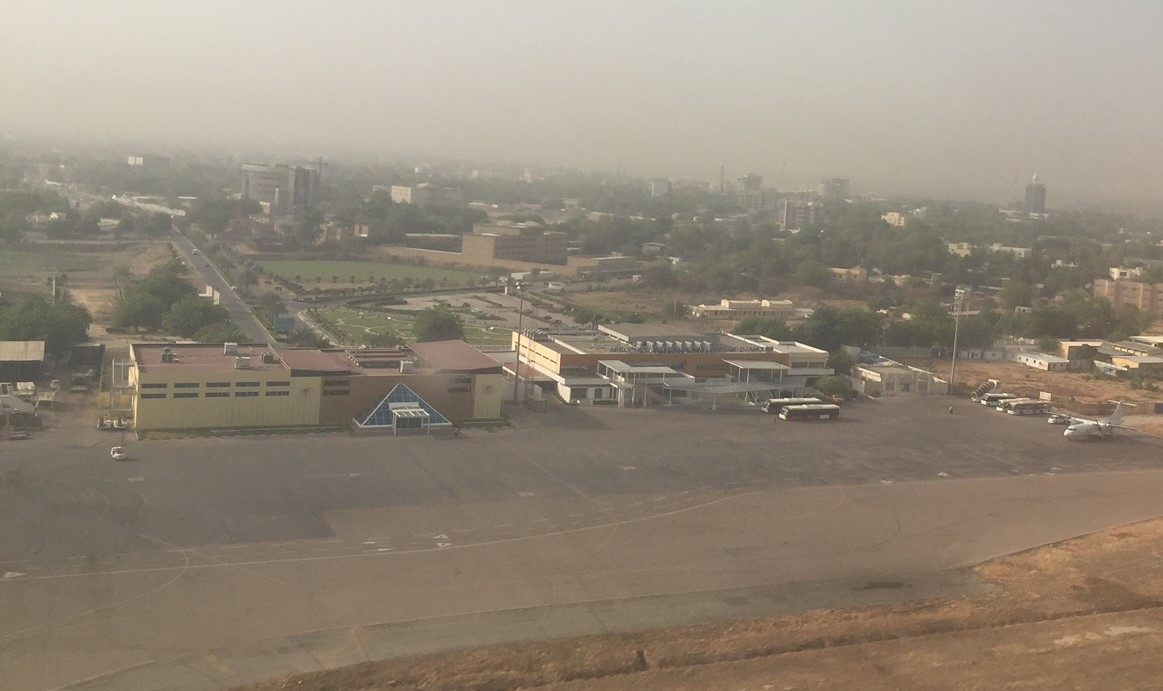
N'Djamenas internationella flygplats.

Staden har en internationell flygplats och är en vägknutpunkt i regionen.

## Vänorter
- Toulouse, Frankrike, sedan 1980.
- Stupino, Ryssland, sedan 2000.